# 日本口腔腫瘍学会
一般社団法人日本口腔腫瘍学会（にほんこうくうしゅようがっかい、 Japanese Society of Oral Oncology;JSOO）とは、口腔領域における腫瘍を中心とした学問を取り扱う専門学術団体の一つである。一般社団法人。日本歯科医学会の認定分科会。

## 概要
1983年に口腔腫瘍懇話会として発足した。1986年に口腔腫瘍研究会へ、1989年に日本口腔腫瘍学会へと名称を変更。2012年に日本歯科医学会の認定分科会となる。2013年9月30日現在会員数1,590名。

## 学会誌
- 『日本口腔腫瘍学会誌』年4回発刊 ISSN 0915-5988 ONLINE ISSN 1884-4995 全国書誌番号:00076752

## 大会等
| 年     | 月日             | 名称                                             | 会長     | 会場                           | テーマ                                                | 参加者数 | 備考          |
| ------ | ---------------- | ------------------------------------------------ | -------- | ------------------------------ | ----------------------------------------------------- | -------- | ------------- |
| 2007年 | 2月2日～3日      | 第25回日本口腔腫瘍学会総会・学術大会             | 下郷和雄 | 名古屋国際会議場               |                                                       |          | [ 6 ]         |
| 2008年 | 1月24日～25日    | 第26回日本口腔腫瘍学会総会・学術大会             | 柳澤繁孝 | 別府国際コンベンションセンター | 術前治療を評価する ～切除物から何を学ぶか～           |          | [ 7 ]         |
| 2009年 | 1月29日～30日    | 第27回日本口腔腫瘍学会総会・学術大会             | 草間幹夫 | 栃木県総合文化センター         | 口腔癌治療の新展開                                    |          | [ 8 ]         |
| 2010年 | 1月28日～29日    | 第28回日本口腔腫瘍学会総会・学術大会             | 小村健   | 学術総合センター               |                                                       |          | [ 9 ]         |
| 2011年 | 1月26日～27日    | 第29回日本口腔腫瘍学会総会・学術大会             | 篠原正徳 | 崇城大学市民ホール             |                                                       |          | [ 10 ]        |
| 2012年 | 1月26日～27日    | 第30回一般社団法人日本口腔腫瘍学会総会・学術大会 | 出雲俊之 | 大宮ソニックシティ             | 外科病理を基盤とした口腔癌治療                        |          | [ 11 ] [ 12 ] |
| 2013年 | 1月24日～25日    | 第31回一般社団法人日本口腔腫瘍学会総会・学術大会 | 柴原孝彦 | 秋葉原コンベンションホール     | 口腔がんの発見、診断、そして治療 ―情報の共有―         |          | [ 13 ]        |
| 2014年 | 1月23日～24日    | 第32回一般社団法人日本口腔腫瘍学会総会・学術大会 | 山下徹郎 | 札幌コンベンションセンター     | 基本・積み重ね・そして飛躍                            |          | [ 14 ]        |
| 2015年 | 1月29日～30日    | 第33回一般社団法人日本口腔腫瘍学会総会・学術大会 | 桐田忠昭 | 奈良県新公会堂                 | －口腔がん治療の英知を結集する－                      |          | [ 15 ]        |
| 2016年 | 1月21日～22日    | 第34回一般社団法人日本口腔腫瘍学会総会・学術大会 | 藤内祝   | 横浜市開港記念会館             | 口腔がん治療のBreakthrough                            |          | [ 16 ]        |
| 2017年 | 1月26日～27日    | 第35回一般社団法人日本口腔腫瘍学会総会・学術大会 | 中村誠司 | 福岡国際会議場                 | 口腔がん治療の守・破・離 ～心技の継承、そして創造へ～ |          | [ 17 ]        |
| 2018年 | 1月25日～29日    | 第36回一般社団法人日本口腔腫瘍学会総会・学術大会 | 林孝文   | 新潟グランドホテル             | 口腔がん診療をささえる -診断・治療・支持療法-         |          | [ 18 ]        |
| 2019年 | 1月24日～25日    | 第37回一般社団法人日本口腔腫瘍学会総会・学術大会 | 梅田正博 | 長崎ブリックホール             |                                                       |          | [ 19 ]        |
| 2020年 | 1月23日～24日    | 第38回一般社団法人日本口腔腫瘍学会総会・学術大会 | 太田嘉英 | 一橋講堂・学士会館             |                                                       |          | [ 20 ]        |
| 2021年 | 1月28日～2月21日 | 第39回一般社団法人日本口腔腫瘍学会総会・学術大会 | 栗田浩   | オンライン                     |                                                       |          | [ 21 ]        |
| 2022年 | 2月14日～27日    | 第40回一般社団法人日本口腔腫瘍学会総会・学術大会 | 横尾聡   | オンライン                     |                                                       |          | [ 22 ]        |

## 加盟団体
- 日本歯学系学会協議会

## 関連事項
- 歯学／歯科
- 口腔腫瘍／口腔癌／歯原性腫瘍
- 口腔外科学／歯科放射線学／口腔病理学
- 学会の一覧／研究会